# Vyacheslav Pozdnyakov
Vyacheslav Pozdnyakov, né le 17 juin 1978 à Iaroslavl, est un escrimeur russe pratiquant le fleuret. Il connaît son heure de gloire en 2004 en remportant la médaille de bronze par équipes aux Jeux olympiques d'été de 2004.

## Palmarès
- Jeux olympiques
  -  Médaille de bronze au fleuret par équipe aux Jeux olympiques de 2004 à Athènes[1]

- Championnats d'Europe
  -  Médaille de bronze par équipe aux championnats d'Europe 2003 à Bourges
  -  Médaille d'or par équipe aux championnats d'Europe 2004 à Copenhague